# Riumayou
Pour les articles homonymes, voir Riumayou.
Riumayou est une ancienne commune française du département des Pyrénées-Atlantiques. Le 22 mars 1842, la commune fusionne avec Fichous pour former la nouvelle commune de Fichous-Riumayou.

## Géographie
Riumayou est situé au nord-est du département, au nord du Béarn et de la ville de Pau, éloignée de vingt-cinq kilomètres.

## Toponymie
Le toponyme Riumayou apparaît sous les formes 
Arrimaior et Arimaioo (respectivement 1385 et XIVe siècle, censier de Béarn), 
Arriu-Mayor (1487, registre des établissements de Béarn), 
Riumayor (1513, notaires de Garos), 
Arriu-Mayoo et Riumayour (respectivement 1546 et 1675) et 
Ruimayou (1801, Bulletin des lois).

## Histoire
Paul Raymond note que Riumayou était un fief vassal de la vicomté de Béarn.
En 1385, Riumayou dépendait du bailliage de Garos et comptait quatorze feux.

## Démographie
| 1793 | 1800 | 1806 | 1821 | 1831 | 1836 |
| ---- | ---- | ---- | ---- | ---- | ---- |
| 103  | 138  | 215  | 206  | 206  | 211  |

## Pour approfondir